# Isbana

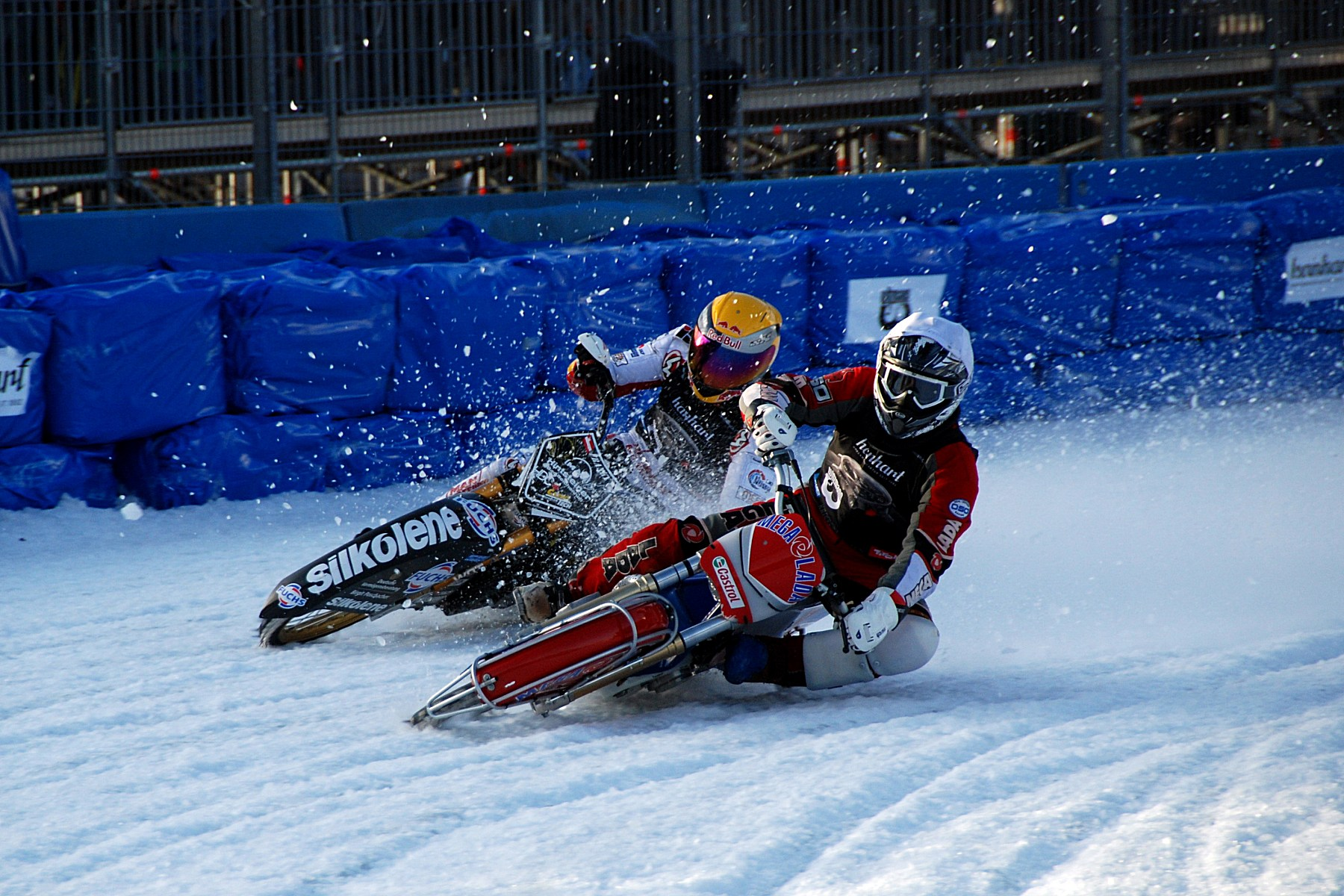
En isbana för isracing.

Isbana är ett sammansatt ord, se is och bana.
Isbana är således en utstakad väg på en is som följs inom olika idrotter, t.ex.  hastighetsåkning på skridskor, isracing, motorsporten Isbana, rodel eller curling. Det kan även bli isbana i dagsmeja då vatten rinner från stuprör och ut på en sluttande trottoar eftersom det blir halt i en riktning. Isbanan, eller isen, måste enligt reglemente sandas om man tillåter odubbade däck i något heat så det är nödvändigtvis inte glatt is.
Bollsporter, såsom ishockey och bandy använder däremot en plan eftersom utövarna får åka i vilken riktning som helst inom en begränsad yta.